# جانوران در هنر

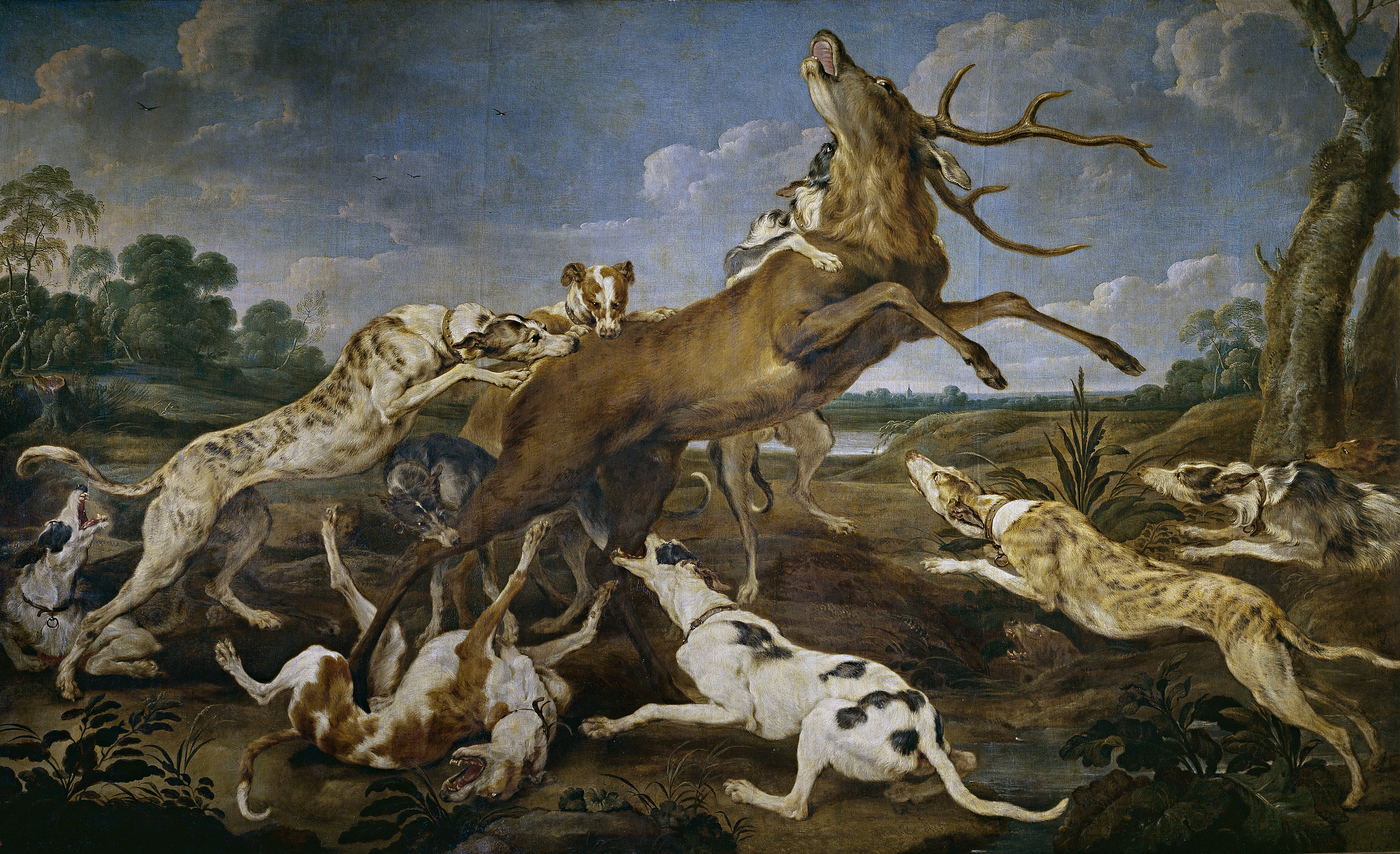
شکار گوزن، پل د ووس (قرن ۱۷). نقاشی باروک

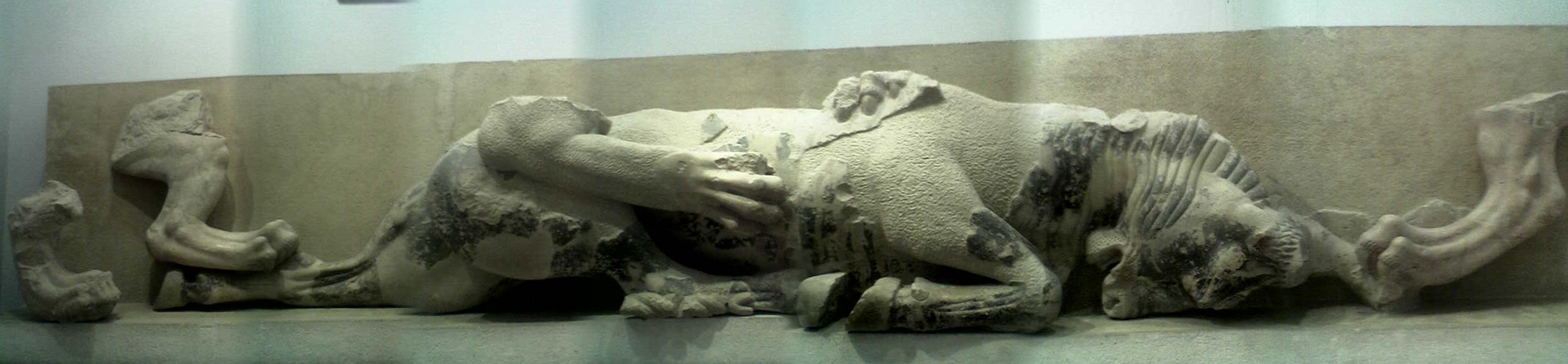
دو شیر به یک گاو حمله می‌کنند. پدال هکتاتبون (حدود ۴۹۰ ق. ج) مجسمه یونانی دوره جدی

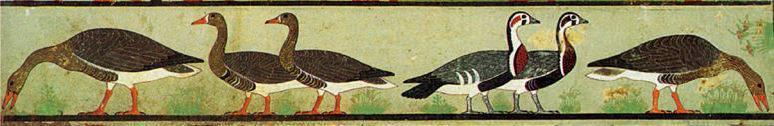
غازها از می‌دوم، که از آرامگاه نفرماآت (حدود ۲۵۵۰. ج) نقاشی مصری

جانوران در هنر و جانوران نمایشی (به انگلیسی: Animal art)،  هنری دربارۀ جانوران است. نقاشی جانوران و مجسمه‌های جانوران به ترتیب ژانرهای هنری نقاشی و مجسمه‌سازی و همچنین، جواهرهای جانوران و عکاسی از جانوران هستند. در سلسله مراتب ژانرها، نقاشی جانوران و مجسمه‌های جانوران از ارزش کمتری نسبت به بازنمایی چهره انسانی فرض می‌شوند و به منظره‌نگاری و طبیعت بی‌جان مربوط می‌شوند.
جانوران د ر هنر (animalística) را نباید با حقوق حیوانات، (animalismo) اشتباه گرفت (که یک ایدئولوژی در دفاع از آنچه که حقوق حیوانات می‌نامند - نباید به نوبه خود با حیوان‌خواهی یا زئوفیلیا اشتباه گرفته شود). و نه با جانوران (وضعیت جانور بر خلاف شرایط انسان - انسانیت -). همچنین نباید با تاکسیدرمی، که با استفاده از پوست، پرها و سایر قسمت‌های بدن جانوران برای بازتولید ظاهر آن‌ها در زندگی، که موجب ایجاد اشیاء هنری می‌شود، اشتباه گرفته شود.
جانوران اهلی و گونه‌های دست‌آموز بیشتر در هنر نمایان شده‌اند. اسب از اصلی‌ترین مظاهر هنر است، تصویربرداری سوارکاری، نقاشی شکار و سایر ژانرهای نقاشی تاریخی است. هنر اسب نباید با هنر سوارکاری یا اسب سواری اشتباه گرفته شود.
نمایش‌های بی‌شماری از موجودات افسانه‌ای، که از قسمت‌هایی از جانوران مختلف یا جانوران و انسان‌ها تشکیل شده‌اند (تئوریومورفیسم) وجود دارد. هم افسانه‌ای (پگاسوس، سنتاور، پری دریایی، گاو بال‌دار، QUETZALCOATL، ابوالهول، شیمر، شیردال، اژدها) یا به سادگی خیالی (ال بوسکو).

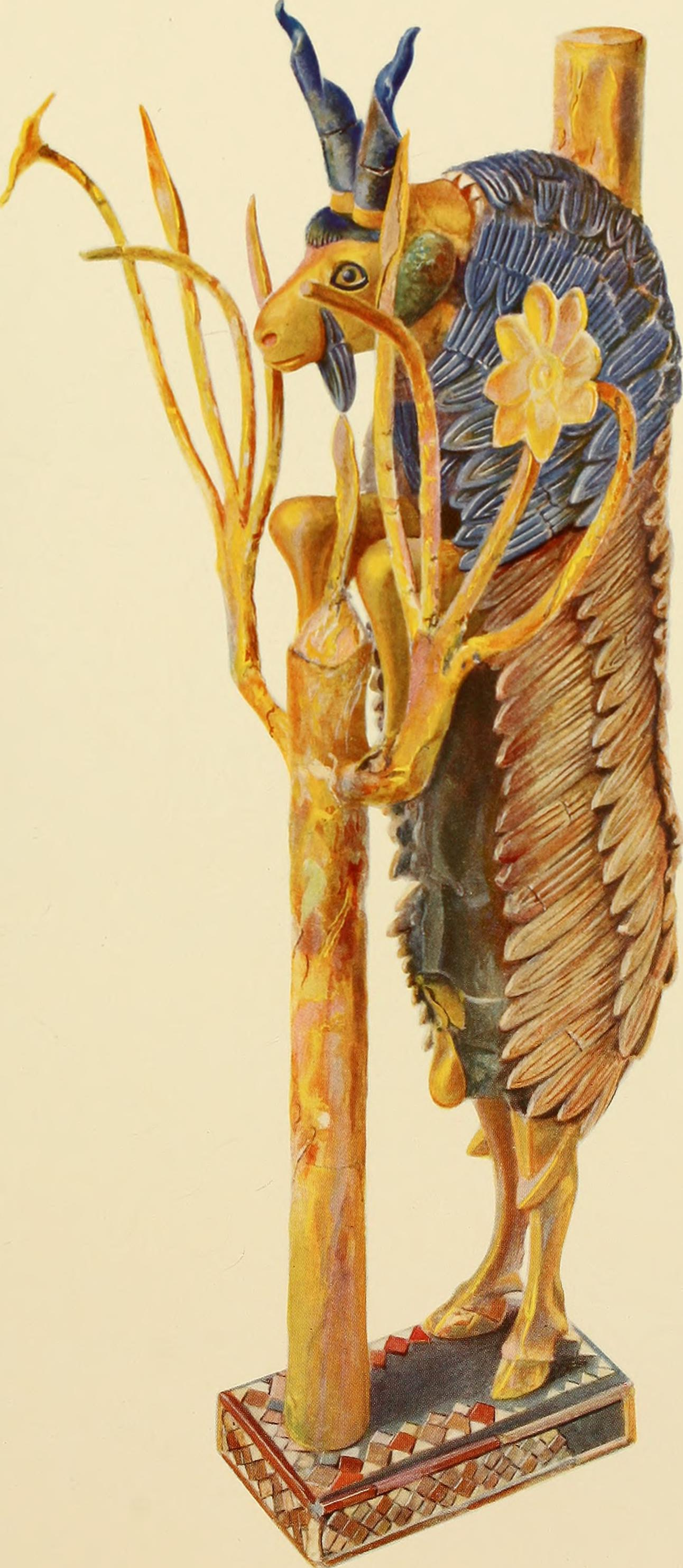
بز در حال دیدن بوته، از اور (حدود ۲۵۰۰ ق. ج)، هنر سومری.